# Independientes por el Consenso Democrático
Independientes por el Consenso Democrático (ICD) fue un movimiento político chileno existente a fines de la década de 1980. Agrupaba a personalidades que no militaban en partidos políticos, opositores a la dictadura militar del general Augusto Pinochet.

## Historia

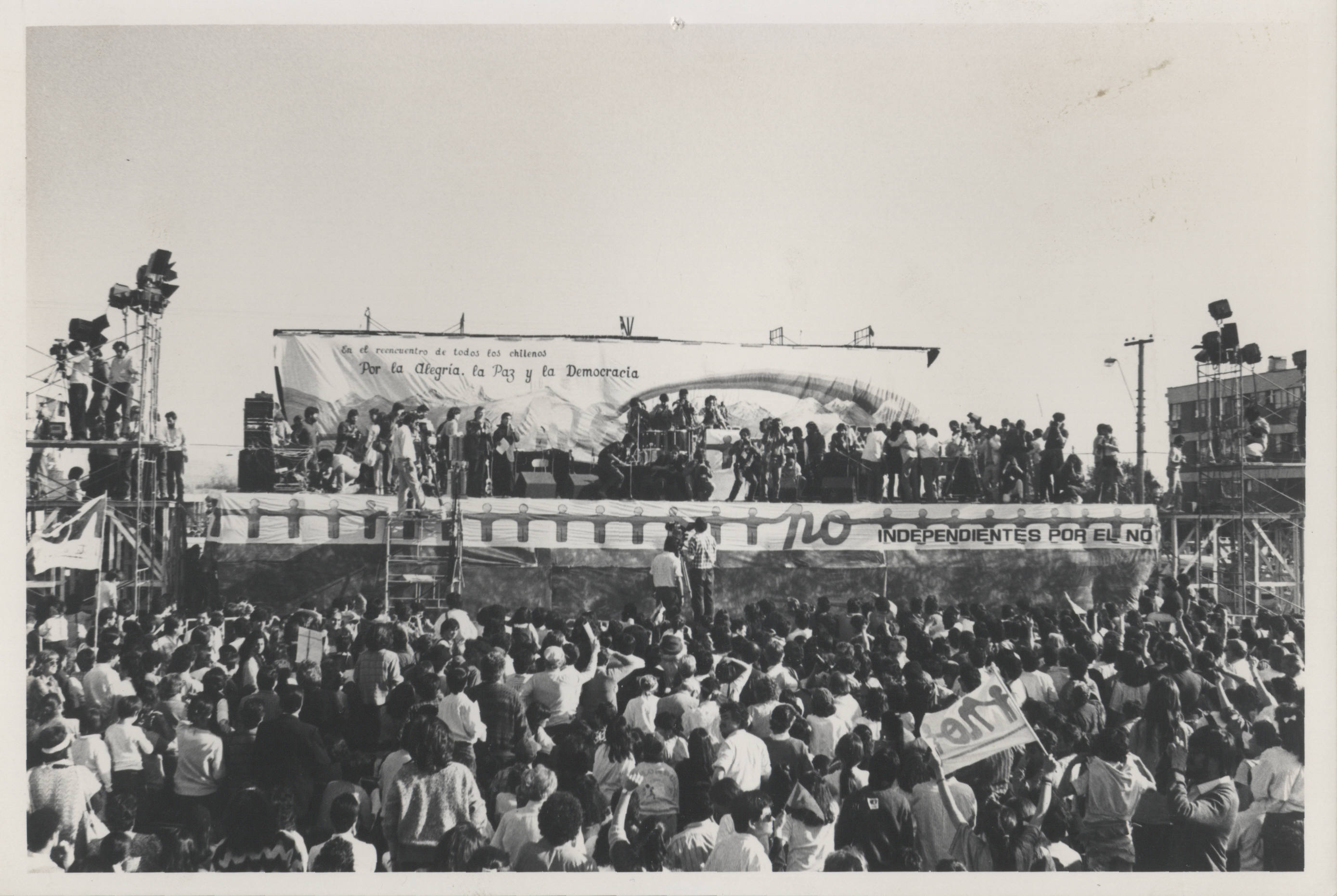
Acto de cierre de campaña de Independientes por el No para el plebiscito (24 de septiembre de 1988).

El movimiento fue estrenado el 28 de julio de 1988 como Independientes por el No en una conferencia de prensa cuyo principal orador fue el entonces presidente del Colegio de Abogados Alejandro Hales Jamarne. Llamó a votar por la opción "No" en el plebiscito de octubre de ese año.
Su documento fundacional fue firmado por Felipe Herrera, Raúl Sáez, Sofía Prats, Mónica Echeverría, Hernán Santa Cruz, Ramón Valdivieso, Luis Hermosilla, Hernán Montealegre, Jorge Ovalle, Carmen Waugh, Enrique D'Etigny, Manfred Max Neef, Jorge Edwards, Eduardo Simián, Claudio Cerda, Hermann Niemeyer, Patricia Verdugo, Gustavo Horwitz, Pedro Arturo Ovalle, Niels Biedermann, Ramón Huidobro, Luis Izquierdo, Humberto Maturana, Guillermo González, Duncan Livingston y Boris Garafulic.
Tras el plebiscito, el movimiento realizó una Convención Nacional el 12 de noviembre de 1988, para definir el futuro de la colectividad. En la convención se acordó cambiar su nombre a Independientes por el Consenso y la Participación Democrática, con la finalidad de reunir organizaciones ciudadanas en miras al retorno a la democracia. Paralelamente, se eligió por aclamación a Hales como presidente del movimiento y presentó su precandidatura presidencial para las elecciones de 1989, la que no llegó a cuajar.